# Рожева майка «Джиро д'Італія»

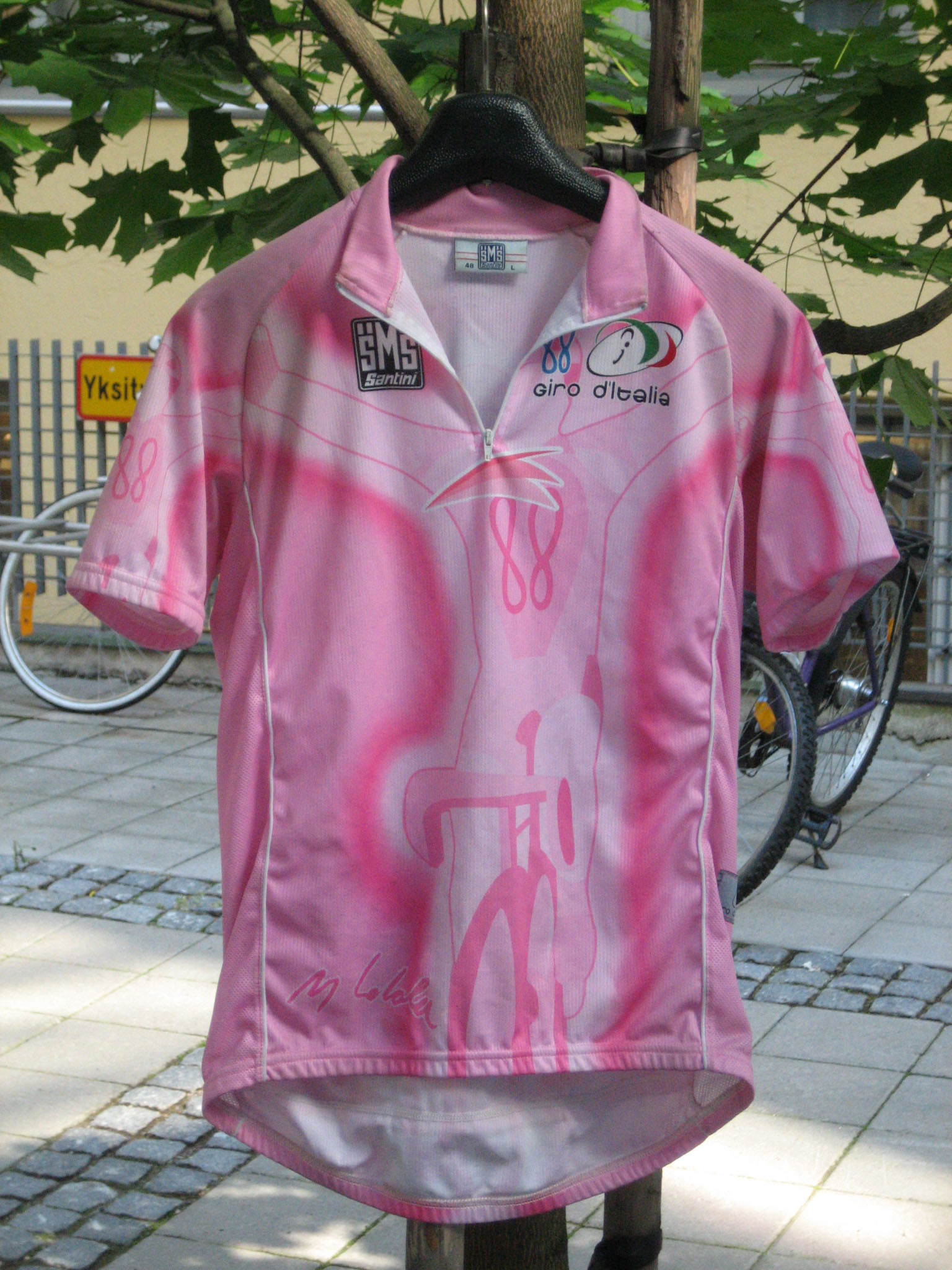

Рожева майка (італійське — «maglia rosa») — майка, якою нагороджується лідер загального заліку Джиро д'Італія. Лідером загального заліку є велосипедист, який має найкращий час за сумою всіх попередніх етапів. Лідер загальної класифікації після останнього етапу є переможцем гонки. У 2004 році Ярослав Попович носив рожеву майку три дні: після 13-го, 14-го та 15-го етапів, а у 2006 році — два дні, після 5-го та 7-го етапів. Рожеву майку носив також Сергій Гончар.